# Oberpleichfeld
Oberpleichfeld es un municipio situado en el distrito de Wurzburgo, en el estado federado de Baviera (Alemania). Tiene una población estimada, a fines de 2023, de 1135 habitantes.
Está integrado a la mancomunidad de municipios de Bergtheim.